# Радищево (Омская область)
Радищево — деревня в Нижнеомском районе Омской области России. Входит в состав Новотроицкого сельского поселения.

## История
В соответствии с Законом Омской области от 30 июля 2004 года № 548-ОЗ «О границах и статусе муниципальных образований Омской области» деревня вошла в состав образованного Новотроицкого сельского поселения.

## География
Расположен на востоке региона, в пределах Ишимской равнины, являющейся частью Западно-Сибирской равнины. 

## Население
| 2010 |
| ---- |
| 110  |

## Инфраструктура
Личное подсобное хозяйство.

## Транспорт
Просёлочные дороги.